# ロイガーの復活
『ロイガーの復活』（ロイガーのふっかつ、原題：英: The Return of Lloigor）は、イギリスの小説家コリン・ウィルソンが1969年に発表した小説。アーカムハウスから刊行された。
ムー大陸を題材としたクトゥルフ神話の一つであるが、ラヴクラフト作品で描かれた出来事の後日談ではなく、ラヴクラフト作品の外側に位置している。作品としては、既存の神話に登場する固有名詞が独自に使われているという特徴をもつ。前作『賢者の石』で言及のあったラング教授の動向にフォーカスを当てたもの。

## あらすじ

### アメリカ編
1912年に見つかった ヴォイニッチ写本は、アメリカに持ち込まれ、1921年に一部の解読に成功したと発表される。だが不可解な点が多く、やがて忘れ去られる。
1966年、英文学者のポール・ダンバー・ラングは、モスクワを訪れた折に、あるロシア人作家からヴォイニッチ写本のことを知る。好奇心を刺激されたポールは、帰国早々、写本が保管されているペンシルヴァニア大学を訪問する。ポールは原本の複写写真を入手して考察を続けるうちに、写真撮影こそ暗号解読の鍵であることに気づき、より精度の高い写真を基に10ヵ月ほどかけて記号の復元に成功する。さらに、言語は中世のアラビア文字で、ラテン語とギリシア語の併用文章が書かれていたことまで突き止め、タイトルが「ネクロノミコン」であることまで解読する。
ポールが友人のフォスター教授にネクロノミコンのことを聞いたところ、プロヴィデンス出身の作家ハワード・フィリップ・ラヴクラフトが書いた小説の中に登場する書籍であるという、思いもよらぬ返答が来る。フィクションのアイテムということに驚くも、興味を持ったポールは、書店でラヴクラフトの作品集を購入し、彼の著作において「ネクロノミコン」の原著者が「狂気のアラブ人アブドゥル・アルハザード」と設定されていたことを確認する。解説者によると、ラヴクラフトは「フィクションの中に、現実の歴史的事実をもっとも効果的に挿入する手法を駆使した」のだという。
ポールは写本の解析を進める中で、書かれた時代にはまるでそぐわない、膨大なサイエンス知識が記されていることに気づき、ヴォイニッチ写本のオリジナルはネクロノミコンという膨大な著作であると仮説を立てる。そして完全版ネクロノミコンから漏れ出たものが、世界中に影響をおよぼしていることを確信する。アーサー・マッケンが著作の中で言及した「アクロ文字」も名残りであろうと思い、他の「未発見の文書」があるかもしれないと期待する。

### イギリス編
1967年10月、ポールはイギリスに渡り、ロンドンの大英博物館でネクロノミコンに関する記述を探し回るが、まったく収穫が得られない。方針を文献調査からフィールドワークへと変え、マッケンの周辺から聞き込んでいくと、「大佐」という人物が地方伝承に詳しいという情報を得る。
ポールはウェールズのライオネル・アーカート大佐の家を訪問する。大佐は「地球外から来たロイガー族がムー大陸を支配した際に、奴隷として人類を創り出した。ムーの奴隷人類の子孫が現在のウェールズの住人である」と説明し、「ロイガー族は弱体化しているものの、天変地異を起こしたり、精神に干渉したりして犯罪を誘発する。ロイガーが復活すれば、人類は駆逐され、地球の支配者が交代する」と話し、あまりの荒唐無稽さにポールを呆れさせる。
だが、地方新聞を確認すると、犯罪率の異様な高さが、統計的な事実として浮かび上がる。またわたしの周囲に怪しい若者が現れて不審な挙動をとり、また大佐が自宅の階段から転落してケガをする。一連の出来事を通じてポールはロイガーの実在を信じるようになり、ラヴクラフトはどこかでロイガー族に関する資料を入手して、そこからアイデアを得て小説を書いていたと推測する。
ジプシーの老人ベン・チクノが、ロイガーの手先という噂を聞いて、わたしは彼と面会する。チクノは大佐を侮蔑し、泥酔してロイガーの秘密の一端をポールにほのめかす。翌朝、不可解な大爆発によりチクノは惨死する。

### 終章
大佐が衰弱してきたことから、敵に狙われてることを察したポール達は、ウェールズを離れてロンドンに逃亡する。2人は、世界中の新聞記事を切り抜いてロイガー覚醒の証拠資料を集め、英米の全議員に送付して、社会に警告を発しようと考える。
1968年8月19日、ポールと大佐は、社会的地位のある12人の人物を招待し、調査内容を報告するが、誰一人警告と受け取る者はいなかった。頭がおかしいとみなされただけである。2人は、活動の場をアメリカに移し、ラヴクラフトが書いたオーベッド・マーシュ船長のモデルとなった人物の子孫を探し出す。彼は、オーベッド船長はオカルト本を所持していたが、死後に処分されたと証言する。2人は、正にラヴクラフトがそこでネクロノミコンを見たはずだと確信し、さらに本がまだあるはずと信じ、調査を続ける。
1969年2月19日、2人の乗ったセスナ機が消息を絶つ。

## 主な登場人物

### 主要人物
ポール・ダンバー・ラング
語り手。71歳。ヴァージニア大学所属のイギリス文学者。英国ブリストルで生まれ、12歳からアメリカで暮らしている。
ヴォイニッチ写本について調べるうちに、ネクロノミコンにたどり着き、虚実に混乱する。ウェールズでアーカート大佐と知り合い、ロイガーの存在を知らされる。
ライオネル・アーカート大佐
ウェールズ在住の退役軍人。オカルティストであり、「ムー大陸の謎」という著書がある。
モデルとなったのは、ムーの実在を主張したジェームズ・チャーチワード自称大佐。
ベン・チクノ老人
ジプシーの老人。堕落した一族の長老。無数の前科をもつ悪漢。慢心してロイガーの秘密を喋りすぎたために、始末される。
チクノの家系は、近親婚で生まれた一族で、半分が狂人で占められている。

### 実在の人物
- ウィルフリッド・ヴォイニッチ - 古書籍商。1912年にイタリアの古城で、古い暗号文書を発見した人物。
- W・ローメイン・ニューボルド教授（英語版） - ヴォイニッチ写本を研究した。1927年死去。
- ロジャー・ベーコン - 13世紀のフランシスコ会の僧。ヴォイニッチ写本と共に見つかった書簡には、著者は彼だと記録されているが、時代にそぐわぬ高度な学識が記されていた。
- ハワード・フィリップス・ラヴクラフト - 米国プロヴィデンスの作家。架空の書物であるネクロノミコンを作品中に登場させた。1937年に死去。
- アーサー・マッケン - ウェールズ生まれの作家。1947年に死去。秘密結社と関わりがあったという噂があるが、証拠はない。

### 作中の人物
- ジュリアン・F・ラング - ポールの甥。英米間を行来している。アーカートを山師とみなし信用していない。
- フォスター・デーモン - プロヴィデンスのブラウン大学教授。
- アンソニー・カーター - カルメル会の修道士。アーサー・マッケンと面識がある。
- ジョージ・ロウアーデイル - ブラウン大学の学者。推理作家・詩人・編集者でもある。
- ジョゼフ・カレン・マーシュ - ポバスクォシュ在住の男。漁村コハセット（ラヴクラフトが書いたインスマス）のオーベッド・マーシュ船長の孫にあたる人物。

## 諸設定

### ムー大陸
作中のアーカート大佐の説明によると、ムー大陸が、南太平洋に2千万年前から2万年前まで存在したという。地球外からやって来たロイガー族が、古代人類を創り奴隷として使役していた。
ロイガー族
<星の住民たち>の異名を持つ種族であり、力の渦として存在する精神生命体である。推定アンドロメダ星雲から到来して、古代のムー大陸を支配した。人間からエネルギーを吸い取って活動する。
ムーの遺石碑には、妖怪ヤムビの姿が描かれているが、これはロイガー（ガタノトア）が形をとったときの姿だという。
ペシミズムを奉じる種族であり、地球の活力を受けて衰退した。
オーガスト・ダーレスが創造した旧支配者ロイガーとは、同じ名前で異なる。またウィルソンの『精神寄生体』にはツァトゥグァンズ（ツァトグァン人、精神寄生体）という存在が登場しており、本作のロイガー族とは性質が似ている。
ラヴクラフトの、クトゥルフの種族（クトゥルフの落とし子、クルウルウの末裔、などとも言われる）を、独自アレンジしている。ラヴクラフトは蛸型種族で夢テレパシーに長ける存在として描き、一方でウィルソンは霊体であることを強調した。
関連書籍でも、同名の旧支配者ロイガーとは別物とみなされている。
ガタノトア
暗黒神（ダーク・ワン）とも。ロイガー族の別名、または指導者の名称だという。ラヴクラフトが創造した邪神ガタノトアと同名で、共通点が多い。
ムー人
ロイガー族により奴隷として創り出され、生命力を収奪されていた種族であり、ウェールズ人の先祖にあたる。ロイガーが彼らを処罰するときは、頭部に蟹のような触角を生やされる。

### 用語解説
ヴォイニッチ写本
実在する暗号文書。作中時点ではペンシルヴァニア大学に保存されており、その後1969年にイェール大学に寄贈された。21世紀現在に至るまで未解読。
ネクロノミコン
ラヴクラフトが創造した架空の文献、とされている。だがラングがヴォイニッチ写本の暗号を解読したところ、「ネクロノミコン」という語が出てくる。そのため、ラヴクラフトが元ネタとした書物がどこかにあった可能性と、その書物の簡易版がヴォイニッチ写本である可能性が浮上する。

## 関連作品

### 作中で言及あり
閉ざされた部屋とその他の短編集 en:The Shuttered Room and Other Pieces
アーカムハウスから刊行されたクトゥルフ神話作品集。表題作はオーガスト・ダーレス（ラヴクラフトとの合作名義）の短編『閉ざされた部屋』に由来する。
クトゥルー神話の魔道書、クトゥルー神話の神神
リン・カーターの小論文風作品、いわゆる設定集。単行本『閉ざされた部屋とその他の短編集 en:The Shuttered Room and Other Pieces』に収録された。日本では青心社文庫の『クトゥルー2』と『クトゥルー1』に収録。
『魔道書』では、ネクロノミコンについて説明している。ハヤカワ版には、『魔道書』のうち「ネクロノミコン」の箇所のみ抽出され併録されている。
『神神』では、ロイガーとガタノトアについて説明している。ロイガーの説明はダーレスの『潜伏するもの』などがベース、ガタノトアの説明はラヴクラフトの『永劫より』をベースとしているが、カーターの独自解釈も含まれているが、ダーレスが承認して書籍に掲載した。

### 影響を与えた作品
魔道書ネクロノミコン
ウィルソンらの共著。ウィルソンの序文が長い。ネクロノミコン断章を含む。
ゾス神話大系
リン・カーターが1970年代に執筆した。クトゥルフと、ガタノトアら子供たちが、ムー大陸の支配者となっている。内容は本作とはかなり異なる。
クトゥルフ神話TRPG
本作の設定と、他作品の設定を統合することで、ロイガー族が邪神ガタノトアに仕えるということになっている。
ウルトラマンティガ、深淵を歩くもの
邪神ガタノゾーア、闇黒魔超獣デモンゾーア、超古代先兵怪獣ゾイガー、超古代怨念翼獣シビトゾイガーが登場する。

## 収録
- ハヤカワ文庫『ロイガーの復活』団精二（荒俣宏）訳
- 角川ホラー文庫『ラヴクラフト恐怖の宇宙史』荒俣宏訳